# Turmero (rijeka)
Turmero je rijeka u Venezueli. Ulijeva se jezero Valencia (endoreički bazen).